# ユニターム・カード
ユニタームカード（英語: Uniterm card）は、主題語毎に作成したカードに、文献の番号を書き込んだものである。Taubeにより、1953年に開発された。
たとえば、「インドにおける医薬産業」についての文献を探したいときは、「インド」と「医薬産業」のカードを選び、2つのカードに共通に書かれている文献番号を探せばよい。現在のオンライン検索システムの基礎原理はここから発している。ユニタームカードでは、目で一致を見つけるのに便利なように、文献番号の末尾の数字 (0-9) とカード上の位置が一致するように番号を記入した。

## ピーカブーカード
その後、文献番号の一致を見つけるのに、カード上の穴を使う方法が開発された。これをピーカブーカード（英語: Peek-a-Boo card）という。2つのカードを重ねて光を当てると、穴が重なった場所から光が通るので、一致した文献番号の位置がわかる。ターマトレックスという商品では、縦横100ずつ、計10,000個の文献番号を指定できた。